# Oedemera graeca
Oedemera graeca es una especie de coleóptero de la familia Oedemeridae.

## Distribución geográfica
Habita en los territorios que antes se llamaban Yugoslavia.